# 基普希
基普希是剛果民主共和國的城鎮，由加丹加省負責管轄，位於盧本巴希西南35公里，毗鄰與贊比亞接壤的邊界，海拔高度1,329米，主要經濟活動有採礦業，人口174,429。

## 外部連結
- MSN Map[永久]

11°45′45″S 27°15′00″E / 11.76250°S 27.25000°E